# Connie Booth
Constance Booth (Indianapolis (Indiana), 2 december 1940) is een Amerikaans schrijfster en actrice. Zij is het meest bekend door haar optredens op de Britse televisie, in het bijzonder haar werk met haar toenmalige echtgenoot John Cleese.
Booth maakte haar debuut op de Britse televisie in 1968. Zij trad regelmatig op in de televisie-serie Monty Python's Flying Circus. In de film Monty Python and the Holy Grail trad zij op als de vrouw die ervan beschuldigd werd een heks te zijn. Zij acteerde met haar toenmalige echtgenoot John Cleese in de televisieserie Fawlty Towers, waarvoor zij samen het script schreven. Booth en Cleese trouwden op 20 februari 1968 en scheidden in 1978. Ze hebben één kind, Cynthia Cleese (geboren 1971).
Connie Booth acteerde daarna in verschillende rollen op de Britse televisie, soms gebruikmakend van haar vermogen met Amerikaans accent te spreken, onder wie Mrs. Errol in de BBC-bewerking van Little Lord Fauntleroy en Miss March in een vertolking van Edith Whartons The Buccaneers.
Na haar acteercarrière werkte ze als psychotherapeut in Londen.

## Filmografie
- Yû Yû hakusho televisieserie - Additionele stemmen (Afl. onbekend, voice-over, 2002-2006)
- The Buccaneers (Mini-serie, 1995) - Miss March
- Faith (televisiefilm, 1994) - Pat Harbinson
- The Tomorrow People televisieserie - Dokter Connors (Afl., The Culex Experiment: Part 4 & 5, 1994)
- Leon the Pig Farmer (1993) - Yvonne Chadwick
- Smack and Thistle (televisiefilm, 1991) - Ms. Kane
- American Friends (1991) - Caroline Hartley
- For the Greater Good (televisiefilm, 1991) - Naomi Balliol
- The World of Eddie Weary (televisiefilm, 1990) - Madge
- High Spirits (1988) - Marge
- Hawks (1988) - Nurse Jarvis
- Floodtide (Mini-serie, 1987) - Isabel
- 84 Charing Cross Road (1987) - The Lady from Delaware
- The Return of Sherlock Holmes (televisiefilm, 1987) - Violet
- Bergerac televisieserie - Monica McLeod (Afl., Winner Takes All, 1987)
- Every Breath You Take (televisiefilm, 1987) - Imogen
- Worlds Beyond televisieserie - Rol onbekend (Afl., Voice from the Gallows, 1986)
- Rocket to the Moon (televisiefilm, 1986) - Belle Stark
- Lenny Henry Tonite televisieserie - Rol onbekend (Afl., Gronk Zillman, 1986)
- Past Caring (televisiefilm, 1985) - Linda
- Nairobi Affair (televisiefilm, 1984) - Mrs. Gardner
- The Hound of the Baskervilles (televisiefilm, 1983) - Laura Lyons
- Deadly Game (televisiefilm, 1982) - Helen Trapp
- The Story of Ruth (1981) - Ruth
- Little Lord Fauntleroy (1980) - Mrs. Errol
- Why Didn't They Ask Evans? (televisiefilm, 1980) - Sylvia Bassington-ffrench
- Fawlty Towers televisieserie - Polly Shearman (12 afl., 1975, 1979)
- BBC2 Playhouse televisieserie - Annie (Afl., Thank You, Comrades, 1978)
- Off to Philadelphia in the Morning (televisiefilm, 1978) - Jane Parry
- The Strange Case of the End of Civilization as We Know It (1977) - Mrs. Hudson/ Francine Moriarty
- The Mermaid Frolics (televisiefilm, 1977) - Verschillende rollen
- Spaghetti Two Step (televisiefilm, 1977) - Rol onbekend
- The Glittering Prizes (Mini-serie, 1976) - Jill Petersen
- Play for Today televisieserie - Ginny (Afl., 84 Charing Cross Road, 1975)
- Monty Python and the Holy Grail (1975) - De heks
- The Meeting of Minds (Video, 1975) - Rol onbekend
- In Two Minds (Video, 1975) - Rol onbekend
- Monty Python's Flying Circus televisieserie - Verschillende rollen (6 afl., 1969, 2 keer 1970, 2 keer 1972, 1974)
- Romance with a Double Bass (1974) - Prinses Costanza
- And Now for Something Completely Different (1971) - Best Girl
- Monty Python's Fliegender Zirkus (televisiefilm, 1971) - Verschillende rollen
- How to Irritate People (televisiefilm, 1968) - Verschillende rollen